# Totally Unseen: The Best of The Unseen
Totally Unseen: The Best of The Unseen is het derde album van de Amerikaanse hardcore punk band The Unseen, en tevens hun eerste verzamelalbum. Het werd uitgegeven in juli 2000.

## Nummers
1. "Are We Dead Yet" - 2:58
2. "Alone" - 2:05
3. "What Are You Going to Do" - 2:19
4. "Stay Gold" - 1:43
5. "There's Still Hope" - 3:54
6. "Goodbye America" - 2:57
7. "Social Security" - 2:04
8. "Greed Is a Disease" - 1:21
9. "A.D.D." - :48
10. "Coincidence or Consequence?" - 2:20
11. "Systems Destruction" - 2:05
12. "Don't Be Fooled" - 1:34